# Ágios Geórgios Sykoúsis
Ágios Geórgios Sykoúsis (Aghios Georgios Sikousis, Agios Georgios Sykousis) är en ort i Grekland.   Den ligger i prefekturen Chios och regionen Nordegeiska öarna, i den östra delen av landet, 210 km öster om huvudstaden Aten. Ágios Geórgios Sykoúsis ligger 371 meter över havet och antalet invånare är 579. Den ligger på ön Chios.
Terrängen runt Ágios Geórgios Sykoúsis är huvudsakligen kuperad, men österut är den platt.  Närmaste större samhälle är Chios, 8,8 km nordost om Ágios Geórgios Sykoúsis. 